# 田代まさしのプリンセスがいっぱい
『田代まさしのプリンセスがいっぱい』（たしろまさしのプリンセスがいっぱい）は、田代まさしをフィーチャリングしたアクションゲーム。
1989年5月26日にハル研究所からMSX2版が、同年10月27日にはEPIC・ソニー（現: ソニー・ミュージックレーベルズ EPIC Records JAPANレーベル）からファミリーコンピュータ版がそれぞれ発売された。ハッピーエンド1種、バッドエンド4種のマルチエンディング方式を採用している。
ゲーム発売後、EPIC・ソニーはゲーム事業を撤退·廃業し、ハル研究所は任天堂傘下の子会社となる、任天堂ブランドで発売された以外の過去のゲーム情報がサイトに全く掲載されていないため、各社のサイトにはこのゲームの情報が一切記載されていない。
加えて作品の主人公になった田代まさしが後に盗撮事件と相次ぐ覚醒剤事件により事実上芸能界永久追放となっているためダウンロード販売などの復刻も望めず、幻の作品となっている。

## 概要
ストーリーは主人公である田代まさしがヨーヨー片手に4人のお姫様を救出しに向かうというもの。お姫様のオーディションで話題となるが、オーディションから発売までの期間が長く、売上本数的にはさほどでもなかったとされる。
具体的なゲームシステムは、1989年当時のキャラクターゲームとしては一般的な横スクロールアクションゲームであるものの、最終面はトップビューの『ゼルダの伝説』風アクションゲームとなる。妙な慣性の付くジャンプに代表される全体的な難易度など、その完成度については疑問視する意見も多く、よくある一般的なキャラクターゲームとして認知されている。

## プリンセスの公募
1988年の3月頃、製作にあたりゲーム中に登場する4人のお姫様、シンデレラ姫、人魚姫、おやゆび姫、白雪姫のイメージモデルを選考するオーディションが行われた。審査員は田代、『ファミリーコンピュータMagazine』編集部、EPIC・ソニーである。オーディションに合格した4人のプリンセスには、賞金10万円の他、ゲーム内での名前の使用など、様々な特典が用意されていた。
選考は1,107通の応募者の中から、まず一次審査が行われ、前述の審査員によって1人のプリンセスにつき候補者10名、合計40名にまで絞り込まれた。その後の一般投票で当時小学生だった4名の応募者が田代に救出されるプリンセスとして選び出された。選ばれた応募者は、ゲームのパッケージにも名前と当時の年齢、顔写真が掲載された。
審査の発表は1988年6月頃に行われた。審査発表からMSX版発売まで11ヶ月、FC版発売までに16ヶ月の期間が費やされた。

## 評価
FC版はマル勝ファミコン新作ソフト体温計では5、6、5、6の22点。「私のハマリ度チェック」では全5作品中レビュアー4人中1人が本作を挙げた。
レビュアーは、下記のように評している。
- 田代まさしを主人公に起用したアイデアはいいとした上で、その割にギャグも多いわけでもない。
- ゲームの基礎はマリオシリーズのようだが、操作性がのんびりしていて、マリオのようなアクションは難しく新鮮さはなく、盛り上がりや驚きは少なく何をすればいいのかわからなくなる。
- キャラクターやグラフィックはいいが、全体的に淡々としていて方向性をきちんとするべきであった物足りない作品。
- 「ゲームはアイデアで勝負して欲しい」とした[2]。

## その他
ファミリーコンピュータ版の箱の裏面には、田代の顔写真と一緒に「大切なものは勇気。守るものは愛。下心はぜーんぜんナイ。」というキャッチコピーが印刷されている。
「ゲームラボ」の企画で田代本人がプレイしたが、クリアできなかった。